# Кониратов Єрбол Азатбекович
Єрбол Азатбекович Кониратов (каз. Қоңыратов Ербол Азатбекұлы; нар. 27 червня 1983, Маканчі, Урджарський район, Семипалатинська область, Казахська РСР, СРСР (нині Абайська область, Казахстан)) — казахський борець греко-римського стилю, чемпіон та дворазовий бронзовий призер чемпіонатів Азії, бронзовий призер чемпіонату світу з боротьби серед студентів.

## Біографія
Народився в селі Маранчі у великій родині, в якій було 10 дітей. Пізніше родина переїхала до села Урджар.
Боротьбою почав займатися з 1997 року. З 2004 року тренується під керівництвом свого дядька, заслуженого тренера Республіки Казахстан, старшого тренера національної збірної Казахстану з греко-римської боротьби Боранбека Кониратова.
Працює головним спеціалістом в управлінні фізичної культури і спорту Алматинської області.

## Спортивні результати на міжнародних змаганнях

### Виступи на Чемпіонатах світу
| Змагання                        | Збірна    | Вагова категорія                 | Місце |
| ------------------------------- | --------- | -------------------------------- | ----- |
| Чемпіонат світу з боротьби 2006 | Казахстан | греко-римська боротьба, до 55 кг | 8     |
| Чемпіонат світу з боротьби 2007 | Казахстан | греко-римська боротьба, до 55 кг | 9     |
| Чемпіонат світу з боротьби 2013 | Казахстан | греко-римська боротьба, до 66 кг | 26    |
| Чемпіонат світу з боротьби 2014 | Казахстан | греко-римська боротьба, до 59 кг | 30    |

### Виступи на Чемпіонатах Азії
| Змагання                       | Збірна    | Вагова категорія                 | Місце  |
| ------------------------------ | --------- | -------------------------------- | ------ |
| Чемпіонат Азії з боротьби 2008 | Казахстан | греко-римська боротьба, до 60 кг | Бронза |
| Чемпіонат Азії з боротьби 2012 | Казахстан | греко-римська боротьба, до 60 кг | Золото |
| Чемпіонат Азії з боротьби 2013 | Казахстан | греко-римська боротьба, до 66 кг | Бронза |

### Виступи на Азійських іграх
| Змагання           | Збірна    | Вагова категорія                 | Місце |
| ------------------ | --------- | -------------------------------- | ----- |
| Азійські ігри 2006 | Казахстан | греко-римська боротьба, до 55 кг | 12    |

### Виступи на Кубках світу
| Змагання                    | Збірна    | Вагова категорія                 | Місце |
| --------------------------- | --------- | -------------------------------- | ----- |
| Кубок світу з боротьби 2012 | Казахстан | греко-римська боротьба, до 66 кг | 4     |
| Кубок світу з боротьби 2013 | Казахстан | греко-римська боротьба, до 66 кг | 7     |

### Виступи на Чемпіонатах світу серед студентів
| Змагання                                        | Збірна    | Вагова категорія                 | Місце  |
| ----------------------------------------------- | --------- | -------------------------------- | ------ |
| Чемпіонат світу з боротьби серед студентів 2004 | Казахстан | греко-римська боротьба, до 60 кг | 6      |
| Чемпіонат світу з боротьби серед студентів 2005 | Казахстан | греко-римська боротьба, до 60 кг | Бронза |

### Виступи на інших змаганнях
| Змагання                                                         | Збірна    | Вагова категорія                 | Місце  |
| ---------------------------------------------------------------- | --------- | -------------------------------- | ------ |
| Міжнародний меморіал Дейва Шульца 2008                           | Казахстан | греко-римська боротьба, до 60 кг | Срібло |
| Олімпійський кваліфікаційний турнір з боротьби 2008 (Роме-Остія) | Казахстан | греко-римська боротьба, до 55 кг | 13     |
| Золотий Гран-прі з боротьби 2009                                 | Казахстан | греко-римська боротьба, до 66 кг | 18     |
| Турнір Івана Піддубного 2010                                     | Казахстан | греко-римська боротьба, до 60 кг | 5      |
| Золотий Гран-прі з боротьби 2010 (Баку)                          | Казахстан | греко-римська боротьба, до 60 кг | 10     |
| Золотий Гран-прі з боротьби 2011 (Сомбатгей)                     | Казахстан | греко-римська боротьба, до 60 кг | Золото |
| Кубок Президента Казахстану з боротьби 2011                      | Казахстан | греко-римська боротьба, до 60 кг | 6      |
| Золотий Гран-прі з боротьби 2011 (Баку)                          | Казахстан | греко-римська боротьба, до 60 кг | 9      |
| Меморіал Олега Караваєва 2011                                    | Казахстан | греко-римська боротьба, до 60 кг | 4      |
| Золотий Гран-прі з боротьби 2012 (Баку)                          | Казахстан | греко-римська боротьба, до 60 кг | 10     |
| Кубок Президента Казахстану з боротьби 2012                      | Казахстан | греко-римська боротьба, до 60 кг | Бронза |
| Міжнародний меморіал Дейва Шульца 2013                           | Казахстан | греко-римська боротьба, до 66 кг | Срібло |
| Кубок Владислава Пітласинські 2013                               | Казахстан | греко-римська боротьба, до 66 кг | 5      |
| Гран-прі Іспанії з боротьби 2014                                 | Казахстан | греко-римська боротьба, до 59 кг | Золото |

### Виступи на змаганнях молодших вікових груп
| Змагання                                      | Збірна    | Вагова категорія                 | Місце |
| --------------------------------------------- | --------- | -------------------------------- | ----- |
| Чемпіонат світу з боротьби серед юніорів 2003 | Казахстан | греко-римська боротьба, до 55 кг | 16    |